# Hotel Lauria
L'Hotel Lauria és una obra eclèctica de Tarragona protegida com a Bé Cultural d'Interès Local.

## Descripció
Edifici de planta baixa i amb dos pisos d'alçada, es tracta d'un conjunt de gran equilibri i sobrietat.
Totes les obertures estan resoltes amb arcs rebaixats i els muntants tenen pseudocolumnes i capitells.
Els buits de la planta baixa tenen més llum i alçada que els de la primera planta i aquests, a la vegada, més que els de la segona. Las motllures i encerclats dels balcons són de pedra.